# Gonna Fly Now
Gonna Fly Now, auch bekannt als Theme from Rocky, ist ein Song von Bill Conti. Es handelt sich um das Titellied des Films Rocky aus dem Jahr 1977. Der Song wurde nicht nur für einen Oscar als Bester Filmsong nominiert, sondern gilt auch als Teil der US-amerikanischen Popkultur, insbesondere in der Stadt Philadelphia, wo der Film spielt.

## Hintergrund
Das Lied wurde von Bill Conti, Carol Connors und Ayn Robbins geschrieben. Conti komponierte zunächst eine Instrumentalversion, die er Connors und Robbins vorspielte. Der Songtext stammt von Connors, der der Text unter der Dusche einfiel. Der komplette Text besteht lediglich aus 30 Wörtern. Bill Conti spielte den Song zusammen mit einem Orchester. Leichte Einflüsse der Disco-Musik lassen sich in der Version erkennen. Den Gesang übernahmen DeEtta Little und Nelson Pigford. Conti war neben dem Songwriting auch für die Orchestrierung verantwortlich und produzierte den Song.
Im Film selbst wird das Lied sowohl im Vorspann verwendet als auch in der berühmt gewordenen Trainings-Montage, bei der sich Rocky Balboa auf seinen Kampf vorbereitet. Dabei läuft er auch die 72 Stufen des Philadelphia Museum of Art hoch und runter. Eine ikonische Szene, die häufig zitiert wird.
Der Song wurde mit der B-Seite Reflections als Single veröffentlicht und findet sich auch als erster Track auf dem offiziellen Soundtrack zum Film.

## Oscarverleihung 1977
Das Lied wurde bei der Oscarverleihung 1977 für den besten Filmsong nominiert. Der Song unterlag Evergreen (Love Theme from A Star Is Born) aus A Star Is Born.

## Versionen
Das Lied wurde in fast allen Rocky-Teilen verwendet, meist als Trainingssequenz. Lediglich bei Rocky IV – Der Kampf des Jahrhunderts (1985) fehlte es zugunsten eines synthesizer-Soundtracks von Vince DiCola. Bei Rocky II (1979) wurde eine andere Version des Songs verwendet, die einen Kinderchor beinhaltete. Bei Rocky III – Das Auge des Tigers wurde eine Disco-Version verwendet, die ebenfalls bei einer Trainingsmontage verwendet wurde. Der Song wurde jedoch bei diesem Film vom Erfolg vom Titelsong Eye of the Tiger von Survivor überschattet. Der Song fehlte außerdem auf dem Originalsoundtrack, stattdessen wurde die Version aus dem zweiten Teil von Sylvester Stallone für den Soundtrack ausgewählt. Rocky V (1990) enthielt zwei Versionen: eine Instrumentalversion sowie eine andere Orchestervariante. Auch beim später erschienen Rocky Balboa von 2006 wurde eine Remix-Version des Songs verwendet. Die Quasi-Fortsetzungen Creed – Rocky’s Legacy (2015) und Creed II – Rocky’s Legacy (2018) nehmen Bezug auf den Song, so werden einige Noten des Originaltracks angespielt.

## Erfolg
Der Song erreichte in seiner Originalversion Platz 1 der Billboard Hot 100 und wurde mit einer Goldenen Schallplatte ausgezeichnet. Tatsächlich bildeten die Platzierungen des Songs über mehrere Wochen einen Countdown vom siebten Platz der Charts bis zu Platz eins. In den britischen Charts erreichte der Song 2007 Platz 52. Der Song erreichte außerdem Platz 1 der Cash Box Charts.
Das Lied wurde vom American Film Institute auf Platz 58 der Liste AFI’s 100 Years … 100 Songs gewählt.

## Coverversionen
Bereits 1977 erschienen drei weitere Versionen: Rhythm Heritage wandelten den Song in einen Disco-Hit um und erreichten sogar vor der Originalversion eine Chartplatzierung. Eine weitere stammt von Jazz-Trompeter Maynard Ferguson. Beide erreichten die US-Charts. Auch der Studioband Current gelang mit dem Song ein Chartseinstieg auf Platz 94.
1985 verwendete die Disco-Band Round One Gonna Fly Now und Eye of the Tiger von Survivor für ein erfolgreiches Disco-Medley unter dem Titel Theme from Rocky.
Der Song wird in der Hip-Hop-Musik gerne als Sample verwendet. Zu den bekanntesten Tracks zählen Punks Jump Up to Get Beat Down von Brand Nubian (1992), Can’t Hear Nothing but the Music von EPMD (1992), The End Is Near von Leaders of the New School (1993) und Gettin’ Real Buck von Three 6 Mafia (2005).